# Platysenta paragalla
Platysenta paragalla là một loài bướm đêm trong họ Noctuidae.